# Ústav živočišné fyziologie a genetiky Akademie věd České republiky
Ústav živočišné fyziologie a genetiky AV ČR, v. v. i. (ÚŽFG AV ČR) je česká veřejná výzkumná instituce, jeden z ústavů Akademie věd České republiky. Sídlí v Liběchově v okrese Mělník a zabývá se výzkumem fyziologie a genetiky živočichů.
Počátky ústavu spadají do roku 1954, kdy v Liběchově vznikla Laboratoř biologie rozmnožování hospodářských zvířat, která byla součástí Československé akademie zemědělských věd. Kvůli jejímu chystanému zrušení bylo v roce 1960 liběchovské pracoviště přesunuto nejprve pod Výzkumný ústav živočišné výroby a roku 1962 se definitivně stalo součástí Československé akademie věd (ČSAV). V následujících letech bylo pod různě změněnými názvy součástí různých struktur ČSAV a roku 1972 byl z něj vytvořen samostatný Ústav fyziologie a genetiky hospodářských zvířat ČSAV. Roku 1973 došlo ke změně názvu na Ústav fyziologie a genetiky živočichů a v roce 1992 na Ústav živočišné fyziologie a genetiky.
ÚŽFG má kromě Liběchova pracoviště také v Praze a v Brně. Člení se na 14 laboratoří:
- Laboratoř vývojové biologie
- Laboratoř aplikovaných proteomových analýz
- Laboratoř biochemie a molekulární biologie zárodečných buněk
- Laboratoř buněčné regenerace a plasticity
- Laboratoř integrity DNA
- Laboratoř genetiky ryb
- Laboratoř molekulární ekologie
- Laboratoř molekulární morfogeneze (Brno)
- Laboratoř odontogeneze a osteogeneze (Brno)
- Laboratoř buněčné signalizace (Brno)
- Laboratoř neurobiologie a patologické fyziologie (Brno)
- Laboratoř kontroly buněčného dělení (Brno)
- Laboratoř evoluční genetiky savců (Brno)
- Laboratoř anaerobní mikrobiologie (Praha)